# Iron Maiden
Iron Maiden je anglická heavymetalová skupina založená v Leytonu ve východním Londýně v roce 1975 basistou a hlavním skladatelem Stevem Harrisem. Ačkoli v prvních letech kapely se sestavy měnily, po většinu historie kapely sestavu tvořili Harris, hlavní zpěvák Bruce Dickinson, bubeník Nicko McBrain a kytaristé Dave Murray, Adrian Smith a Janick Gers. Jako průkopníci nové vlny britského heavy metalového hnutí vydali Iron Maiden řadu britských a amerických platinových a zlatých alb, včetně debutového alba z 80. let, dále Killers z roku 1981 a The Number of the Beast z roku 1982 – první album s Brucem Dickinsonem, který nahradil Paula Di'Anno jako hlavní zpěvák. Příchod Dickinsona byl zlomovým bodem v jejich kariéře a stali se jednou z nejdůležitějších heavymetalových kapel vůbec. The Number of the Beast patří mezi nejpopulárnější heavymetalová alba všech dob a po celém světě se ho prodalo téměř 20 milionů kopií.
Po jistých turbulencích v 90. letech 20. století se po návratu zpěváka Bruce Dickinsona a kytaristy Adriana Smithe v roce 1999 skupina dočkala oživení v popularitě se sérií nových alb a velmi úspěšných turné. Jejich tři nejnovější alba — The Final Frontier (2010), The Book of Souls (2015) a Senjutsu (2021) — dosáhla čísla 1 ve více než 20 zemích. Iron Maiden celosvětově prodali přes 130 milionů kopií svých alb a získali přes 600 certifikací. Kapela je považována za jednu z nejvlivnějších a nejuznávanějších rockových kapel všech dob.
Kapela a její členové obdrželi několik ocenění, včetně cen Grammy, Brit Awards, Silver Clef Award, Nordoff-Robbins Award, Ivor Novello Awards, Juno Awards a zápisu v Guinnessově knize rekordů. Kapela je také součástí stálých expozic Rock and Roll Hall of Fame, British Music Experience, Rock in Rio Wall of Fame a Wacken Open Air Hall of Fame. V roce 2023 byli Iron Maiden oceněni Royal Mail UK věnovanými poštovními známkami a kartami.
Kapela vydala 41 alb, z toho 17 studiových alb, 13 živých alb, čtyři EP a sedm kompilací. Vydali také 47 singlů a 20 videoalb a dvě videohry. Texty Iron Maiden pokrývají taková témata jako je historie, literatura, válka, mytologie, společnost a náboženství. K říjnu 2019 skupina odehrála asi 2 500 živých vystoupení. Již více než 40 let skupina představuje svého maskota „Eddieho“ na obalech téměř všech svých nahrávek.

## Historie

### Počátky
Hlavní postavou a pilířem pro Iron Maiden je její baskytarista Steve Harris. V mladých letech obdivoval skupiny jako Genesis nebo Jethro Tull. Jeho první nástroj byla akustická kytara, krátce poté si však pořídil svou první baskytaru. Svou první skupinu s názvem Influence založil počátkem sedmdesátých let spolu se svým kamarádem, kytaristou Davem Smithem. Sestavu doplnil zpěvák Bob Verschoile, bubeník Paul Sears a zpěvák Tim. Hráli například převzaté skladby od Free a The Who, ale i vlastní. Pod názvem Influence odehráli pouhý jeden koncert, načež jej změnili na Gypsy's Kiss. Skupina se však po několika dalších koncertech úplně vytratila. Harris následně přešel do již zavedené kapely nazvané Smiler. Po několika koncertech vyměnili stávajícího bubeníka za nového. Byl jím Doug Sampson. Následně se rozhodli sehnat sólového zpěváka, kterým se stal Dennis Wilcock
Když Harris se Sampsonem ze skupiny odešli, tak si Harris chtěl založit vlastní skupinu. Původně do ní chtěl vzít i Sampsona, ten však již hrál s někým jiným. Volba nakonec padla na Rona Matthewse. Skupina Iron Maiden (česky železná panna, mučicí nástroj) vznikla na Štědrý den roku 1975 v sestavě Harris (baskytara), Matthews (bicí), Dave Sullivan (kytara), Paul Day (zpěv) a Terry Rance (kytara). Podle Harrise její název vznikl podle filmu Muž se železnou maskou (The Man in the Iron Mask), který právě v té době byl v televizi. (Pozn. Film byl ve skutečnosti uveden až v roce 1977, jiný film téhož jména a rovněž podle předlohy A.Dumase byl natočen v USA už v roce 1939). Po několika hospodských koncertech ze skupiny odešel zpěvák Paul Day. Jako náhrada za něj nastoupil Dennis Wilcock jako velký fanoušek KISS, který během živých vystoupení používal make-up a falešnou krev, a se kterým již Harris dříve hrál. Rovněž začínali dělat problémy kytaristé, protože neuměli hrát sóla. To vyřešil Wilcockův kamarád Dave Murray, oba dosavadní kytaristé však odešli. Ještě před Iron Maiden se Murray znal s Adrianem Smithem. Spolu s ním hrál rovněž ve své první skupině pojmenované Stone Free. Později společně působili ještě v několika dalších skupinách. První skupina, ve které vydržel déle (bez Smithe), se jmenovala The Secret. Byla to rovněž první kapela, se kterou nahrál ve studiu nahrávku. Následně ho Wilcock s Harrisem přijali do Iron Maiden.
Skupina odehrála nějaké koncerty jen ve čtyřech (Harris, Murray, Wilcock a Matthews), následně však přijala druhého kytaristu jménem Bob Sawyer, který byl později vyhozen za to, že na pódiu ztrapnil skupinu tím, že předstíral, že hraje na kytaru svými zuby. Po neshodách se Sawyerem a Wilcockem ze skupiny na čas odešel Dave Murray. Murray se tedy přidal ke Smithově skupině Urchin. V Maiden v té době nezůstal ani jeden kytarista a Harris, jako vůdčí osobnost skupiny, začal shánět klávesistu. Skupina však s klávesistou Tonym Moorem odehrála jeden pouhý koncert a Harris se rozhodl pokračovat opět bez kláves. Na tomto koncertě nehrál ani stálý bubeník skupiny, toho nahradil Barry Purkins (známější jako Thunderstick) a na místo kytaristy se postavil Terry Wrapram. Ani Thunderstick ve skupině nevydržel déle než jeden koncert; nahradil ho Harrisův starý známý Doug Sampson. Jako další ze sestavy odešel zpěvák Dennis Wilcock, na místo kytaristy se vrátil Murray a krátce zkoušeli v triu Harris, Sampson a Murray.

### Vzestup a první album (1978–1980)

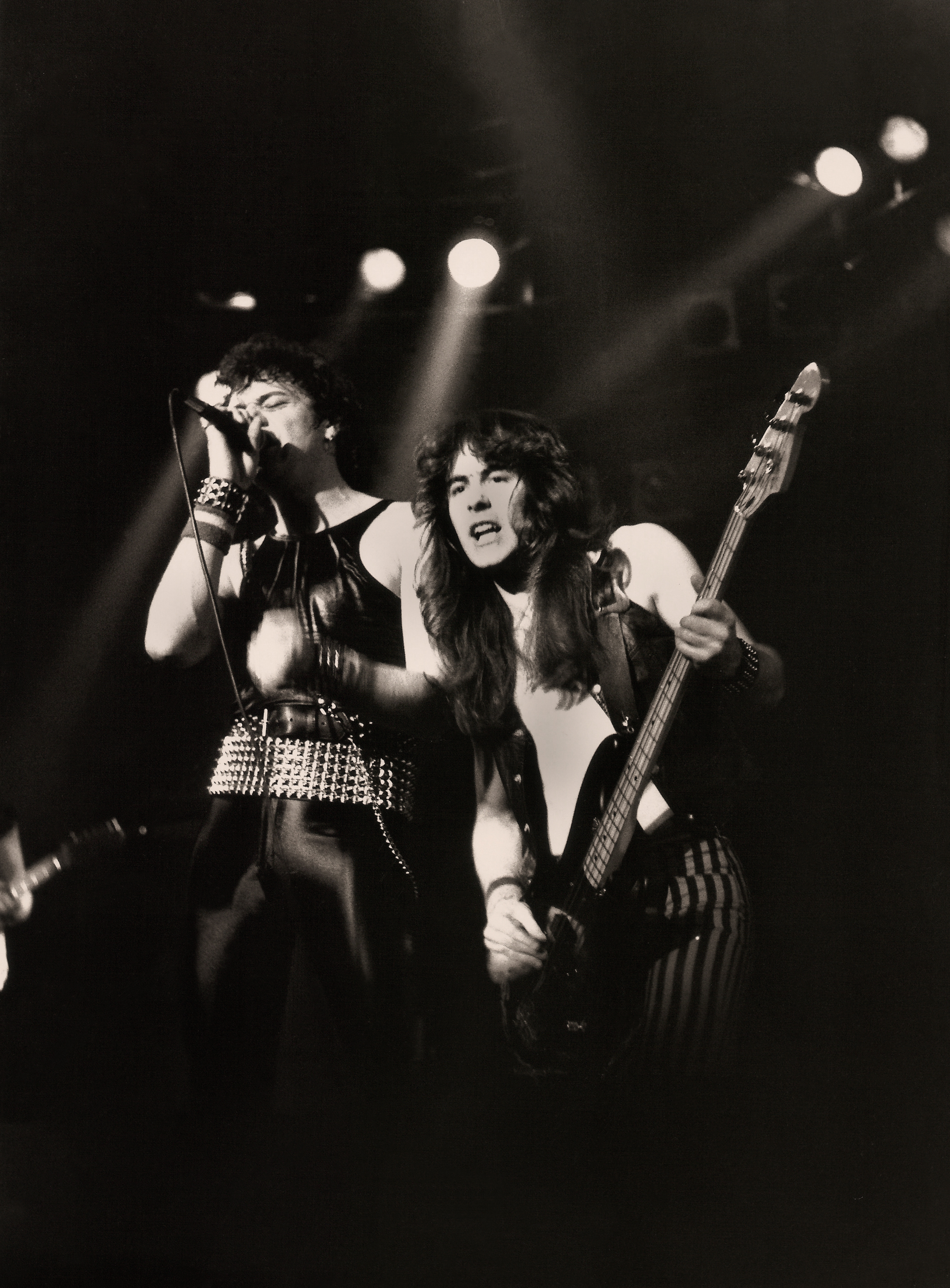
Paul Di'Anno a Steve Harris v roce 1980

Ve třech členech několik měsíců pouze zkoušeli až v listopadu 1978 do skupiny přišel zpěvák Paul Di'Anno. V té době skupina začala používat různé kouřové a světelné efekty, a přibližně ve stejném období vznikl maskot skupiny, později nazvaný Eddie. Poslední prosincový den roku 1978 Iron Maiden získali možnost nahrát své první demo. V sestavě Harris, Murray, Di'Anno a Sampson nahráli celkem čtyři skladby – „Iron Maiden“, „Prowler“, „Invasion“ a „Strange World“. Nahrávky poskytli DJ Nealu Kayovi, vlastníkovi klubu Soundhouse. Jejím manažerem se stal Rod Smallwood. Skupina hrála poměrně dlouhou dobu s jedním kytaristou, počátkem roku 1979 se jím stal Paul Cairns. Ten však vydržel přibližně tři měsíce a pak jej nahradil Paul Todd (který se skupinou odehrál pouze jeden koncert). V září 1979 do skupiny přišel Tony Parsons, který zde vydržel přibližně dva měsíce a odešel těsně před podepsáním smlouvy s EMI.
Ještě před podepsáním smlouvy s EMI Records si skupina v listopadu 1979 u fiktivního vydavatelství Rock Hard Records (vlastním nákladem) vydala EP pojmenované The Soundhouse Tapes. Kvůli špatné technické kvalitě nahrávky neobsahovaly skladbu „Strange World“. První prosincový den roku 1979 se členové skupiny Iron Maiden pod vedením Roda Smallwooda sešli se zástupci společnosti EMI a podepsali smlouvu. Pro nahrání alba Harris chtěl sehnat ještě druhého kytaristu. Jako prvnímu bylo toto místo nabídnuto Adrianu Smithovi, který již dříve s Murrayem hrál. Ten to však odmítl, protože i jeho kapela Urchin v té době získala smlouvu. Nakonec volba padla na Dennise Strattona. Ve stejné době rovněž odešel bubeník Sampson. Ještě v prosinci 1979 ho nahradil Strattonův přítel Clive Burr.
Hned v lednu roku 1980 skupina začala nahrávat své historicky první studiové album. Obsahuje skladby, které již dlouhou dobu hráli na koncertech. Po neúspěšných zkouškách se dvěma různými producenty nakonec vyhrál Will Malone. Vydání eponymního alba Iron Maiden předcházel singl „Running Free“ se skladbou „Burning Ambition“ na B-straně. Singl vyšel v únoru a album až v dubnu 1980. Na obalu singlu se nenachází maskot Eddie. Autorem však je Derek Riggs, který Eddieho na pozdější alba připravoval.
V únoru 1980 Iron Maiden rozjeli spolu s několika dalšími turné nazvané Metal for Muthas Tour. Šlo o doprovodné turné ke kompilaci Metal for Muthas Neala Kaye. Ještě před vydáním prvního alba skupina v březnu 1980 dělala předkapelu skupině Judas Priest v britské části při jejich turné British Steel Tour. V dubnu se pak konalo několik posledních koncertů v rámci turné Metal for Muthas. Album Iron Maiden vyšlo 11. dubna a ihned se dostalo na čtvrté místo hitparády. Od května do srpna 1980 pak Iron Maiden odehráli společné turné se skupinou Praying Mantis. Od srpna pak své vůbec první evropské turné a to jako předkapela americké skupině Kiss. Již během turné se začaly problémy mezi Strattonem a ostatními členy zhoršovat. Po jeho ukončení byl Stratton ze skupiny propuštěn a jako náhrada do skupiny přišel Adrian Smith.

### Druhé a třetí album (1980–1982)

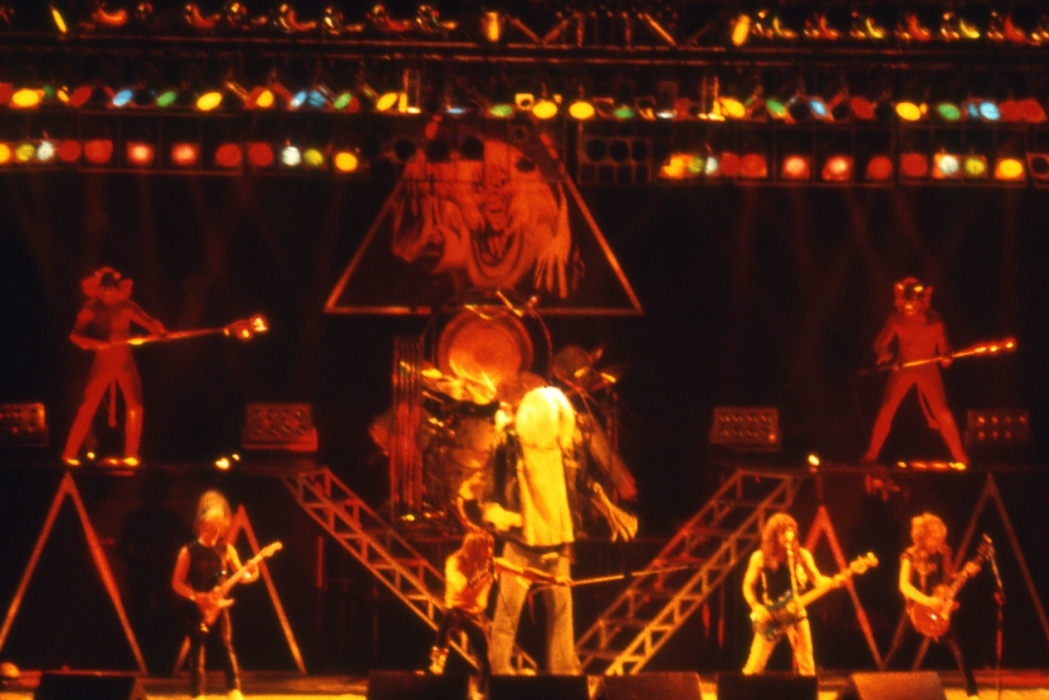
Iron Maiden v roce 1982.

Od listopadu do prosince 1980 skupina absolvovala své první turné s novým kytaristou. V prosinci pak zahájila nahrávání své druhé desky v londýnském studiu Battery Studios. Produkce se tentokrát ujal
Martin Birch. Nahrávání skončilo v lednu 1981 a výsledek dostal název Killers. Nachází se na něm většinou skladby, které již dříve hráli na svých koncertech. Album vyšlo 9. února 1981. V britském žebříčku se tentokrát umístilo až na dvanáctém místě. Dne 17. února 1981 skupina zahájila světové turné, začínající ve městě Ipswich v Anglii. Turné následně pokračovalo přes Francii, Itálii, Švýcarsko, Belgii, Nizozemsko a Německo. Právě v Německu se ve skupině začalo zvyšovat napětí kvůli Paulu Di'Annovi. Přes několik zrušených koncertů turné dál pokračovalo v Japonsku, Austrálii a Spojených státech amerických. Při většině amerických koncertů hráli jako předkapela skupině Judas Priest.
Po neshodách s Paulem Di'Annem do skupiny přišel zpěvák skupiny Samson jménem Bruce Dickinson, který si později vysloužil přezdívku the anti air-raid siren, která se dá do češtiny přeložit jako siréna při leteckém náletu. Změna přišla v říjnu 1981. Od ledna do února 1982 nahrávali své třetí studiové album s názvem The Number of the Beast. Album pak vyšlo 22. března a okamžitě se dostalo na první místo albového žebříčku. Producentem byl opět Birch. Dne 25. února skupina zahájila další turné po Británii. To pak pokračovalo přes Francii, Španělsko, Švýcarsko, Belgii, Německo, Nizozemsko a následně pak i USA, Kanadu, Austrálii a Japonsko. Na několika koncertech skupina dělala předkapelu Scorpions, Rainbow, Judas Priest a 38 Special, většinu však odehrála jako vlastní koncerty. Během turné se začínaly tvořit problémy s Clivem Burrem, jako náhrada přišel Nicko McBrain.

### Zbytek osmdesátých let (1983–1988)

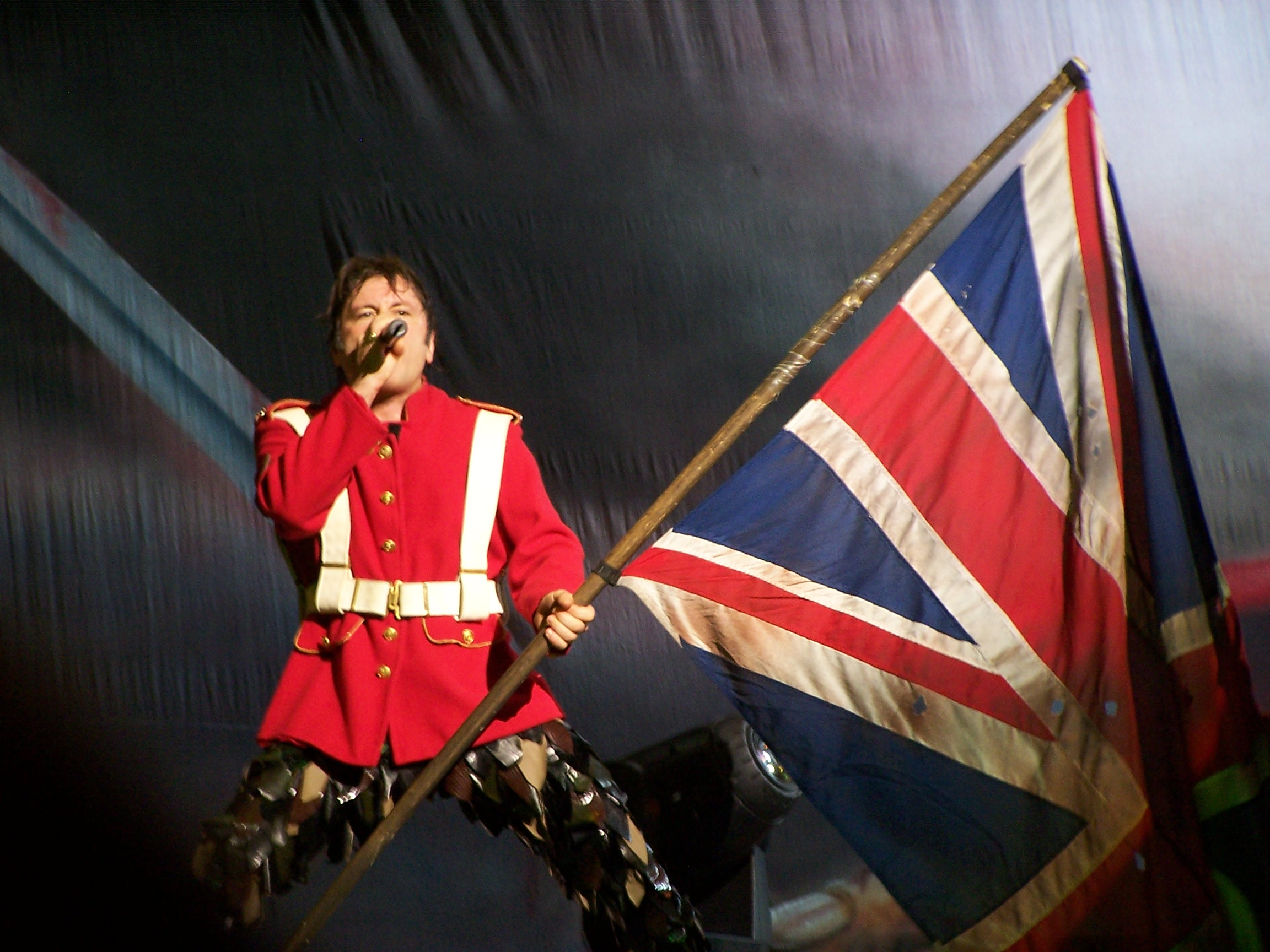
Bruce Dickinson

V lednu 1983 skupina zahájila práce na svém čtvrtém studiovém albu; prvním, které nevzniklo v domovské Anglii. Nahrávalo se totiž ve studiu Compass Point Studios ve městě Nassau na Bahamách. Produkce se opět ujal Birch a album nazvané Piece of Mind vyšlo 16. května 1983 a v žebříčku se umístilo na třetím místě. K albu vyšly dva singly – „Flight of Icarus“ a „The Trooper“, a stejně jako The Number of the Beast bylo oceněno platinovou deskou. Turné na jeho podporu začalo 2. května a pokračovalo až do 18. prosince. Vedle evropských koncertů odehráli i své vůbec první vlastní turné po USA. Ve stejném studiu jako Piece of Mind nahráli Iron Maiden i své další album – Powerslave. Nahrávalo se od února do června 1984 a vyšlo v září téhož roku. K nejznámějším skladbám z alba patří singly „Aces High“ a „2 Minutes to Midnight“, další známou písní je pak třináctiminutový epos „Rime of the Ancient Mariner“, který byl složen na motivy stejnojmenné básně anglického básníka Samuela Taylora Coleridge. Ještě před jeho vydáním skupina v srpnu 1984 zahájila své doposud největší turné nazvané World Slavery Tour, při němž odehrála přibližně 190 koncertů po celém světě. Jeden z koncertů byl na festivalu Rock in Rio, kde hráli pro přibližně 250 000 návštěvníků. Turné skončilo v červenci 1985 a vzniklo při něm první oficiální koncertní album skupiny – Live After Death, které vyšlo v listopadu 1985. V roce 1985 skupina spolupracovala na filmovém hororu Phenomena režiséra Daria Argenta, k němuž nahrála píseň „Flash of the Blade“.
Své šesté studiové album nazvané Somewhere in Time bylo netradičně nahráváno ve dvou studiích – v Compass Point a v Wisseloord Studios v nizozemském Hilversumu. Album vyšlo v říjnu 1986 a v britském žebříčku stanulo opět na třetím místě. Od září 1986 do května 1987 skupina jela další velké turné na podporu aktuálního alba.
Od února do března 1988 skupina nahrávala své sedmé album příznačně nazvané Seventh Son of a Seventh Son. Nahrávání tentokrát probíhalo v mnichovském studiu Musicland Studios a album vyšlo v květnu 1988. Bylo pojato jako koncepční, vzešly z něj čtyři singly: „Can I Play with Madness“, „The Evil That Men Do“, „The Clairvoyant“ a „Infinite Dreams“, všechny se objevily v první desítce hitparády singlů. Samotné album pak napodobilo legendární The Number of the Beast a také se dostalo na první místo žebříčku prodejnosti. Od dubna do prosince 1988 pak odehráli necelou stovku koncertů v rámci podpory turné k aktuálnímu albu. Zahrnovalo mimo jiné vystoupení na festivalu Monsters of Rock v obci Castle Donington v Anglii. Skupina měla rovněž naplánováno odehrát jeden koncert v Československu; mělo se tak stát na Stadionu na Letné v Praze dne 25. srpna 1988. Koncert byl však zrušen. Šlo vůbec o první turné, při kterém skupina využila doprovodného klávesistu; stal se jím Harrisův baskytarový technik Michael Kenney.

### Smithův a Dickinsonův odchod (1989–1993)

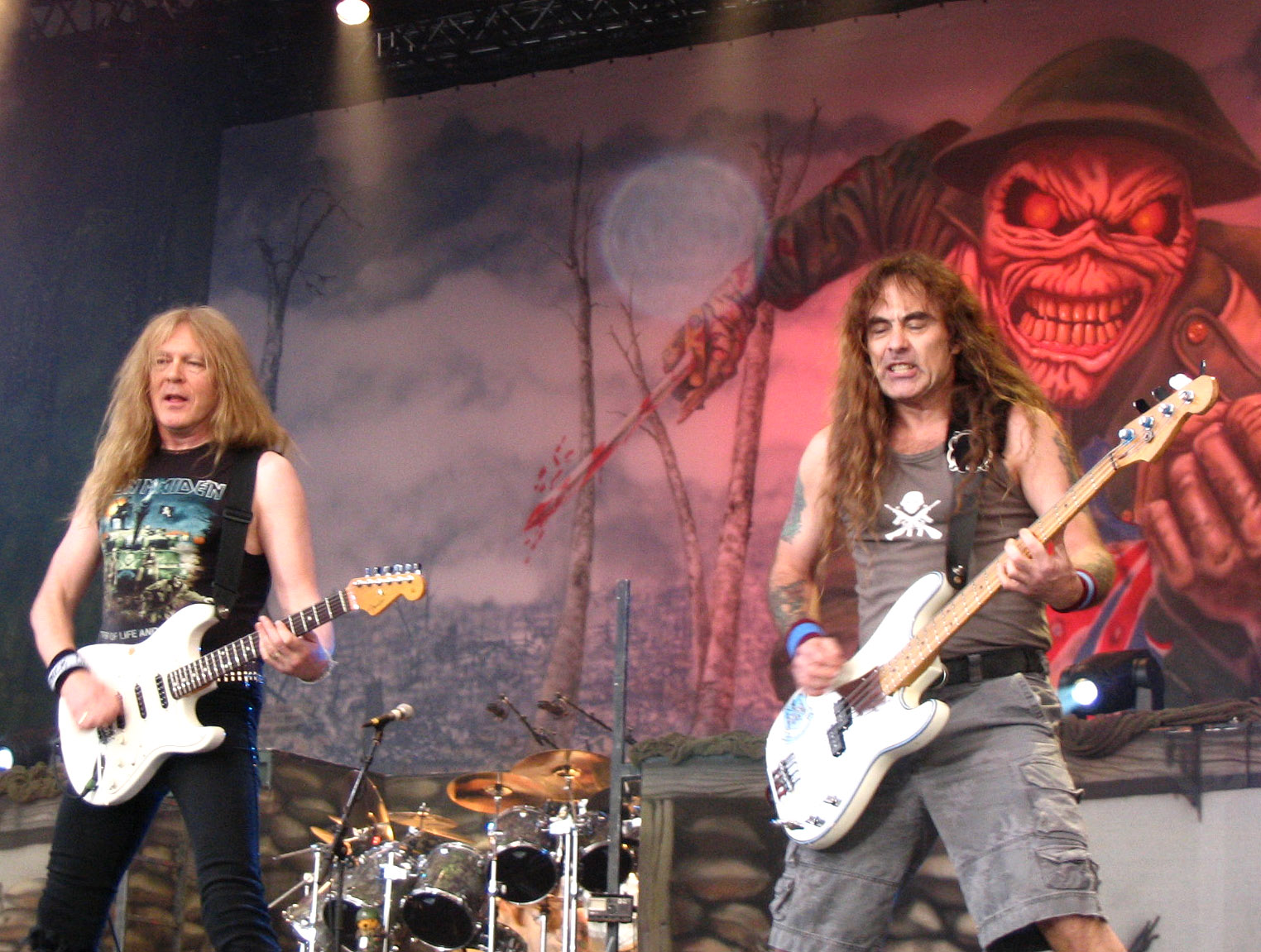
Janick Gers a Steve Harris

V roce 1989 skupina spolu neodehrála ani jeden koncert, namísto toho Harris pracoval ve studiu na koncertním albu a video záznamu nazvaném Maiden England. Album pak vyšlo v listopadu 1989. Smith se rozhodl vydat vlastní album nazvané Silver and Gold, které vyšlo pod hlavičkou skupiny A.S.A.P. (Adrian Smith and Project). Své první sólové album rovněž nahrál Dickinson. Dostalo název Tattooed Millionaire a vyšlo v květnu 1990. Na kytaru zde hrál Janick Gers, který již dříve spolupracoval s Fishem z Marillion a Ianem Gillanem z Deep Purple.
Ještě před nahráváním osmého alba ze skupiny odešel Adrian Smith. Jako náhrada přišel právě Janick Gers. Nahrávalo se od června do září a produkce se opět ujal Martin Birch. Album dostalo název No Prayer for the Dying a vyšlo 1. října 1990 s tím, že v britském žebříčku prodejnosti se dostalo na druhé místo. Albu se však moc velký úspěch nedostavil. Větší úspěch než samotné album zaznamenal singl „Bring Your Daughter… to the Slaughter“, který se vyhoupl na post nejvyšší, kde se udržel tři týdny. Tuto píseň napsal Bruce Dickinson a v jeho verzi se objevila na soundtracku k filmu Noční můra v Elm Street 5. Turné na podporu alba začalo 19. září 1990 a pokračovalo až do září roku následujícího.
Po skončení turné skupina zahájila práce na svém novém albu. Jako to poslední, produkované Martinem Birchem, se nahrávalo v Harrisově vlastním studiu Barnyard Studios. Spolu s Birchem se tentokrát na produkci podílel i sám Harris. Album Fear of the Dark vyšlo v květnu 1992. Velmi známou písní z tohoto alba je stejnojmenná skladba, kterou kapela často hraje na svých koncertech. Úspěch zaznamenal singl „Be Quick or Be Dead“, který se dostal na druhé místo v hitparádě singlů. Turné na jeho podporu začalo v červnu a skončilo v listopadu stejného roku. Jedno vystoupení se konalo opět v Doningtonu – jako host se při přídavku představil Adrian Smith. Od března do srpna 1993 odehráli další turné, při něm však postupně začal dělat problémy i Dickinson. Šlo o první turné, během kterého skupina zahrála i v Česku; v ostravském Paláci kultury a sportu. Během turné vyšly celkem dvě koncertní alba – A Real Live One v březnu a A Real Dead One v říjnu. Obě poté vyšla jako jedno album pod názvem A Real Live Dead One. V listopadu 1993 ještě vyšel další koncertní záznam Live at Donington.

### Nový zpěvák (1994–1998)

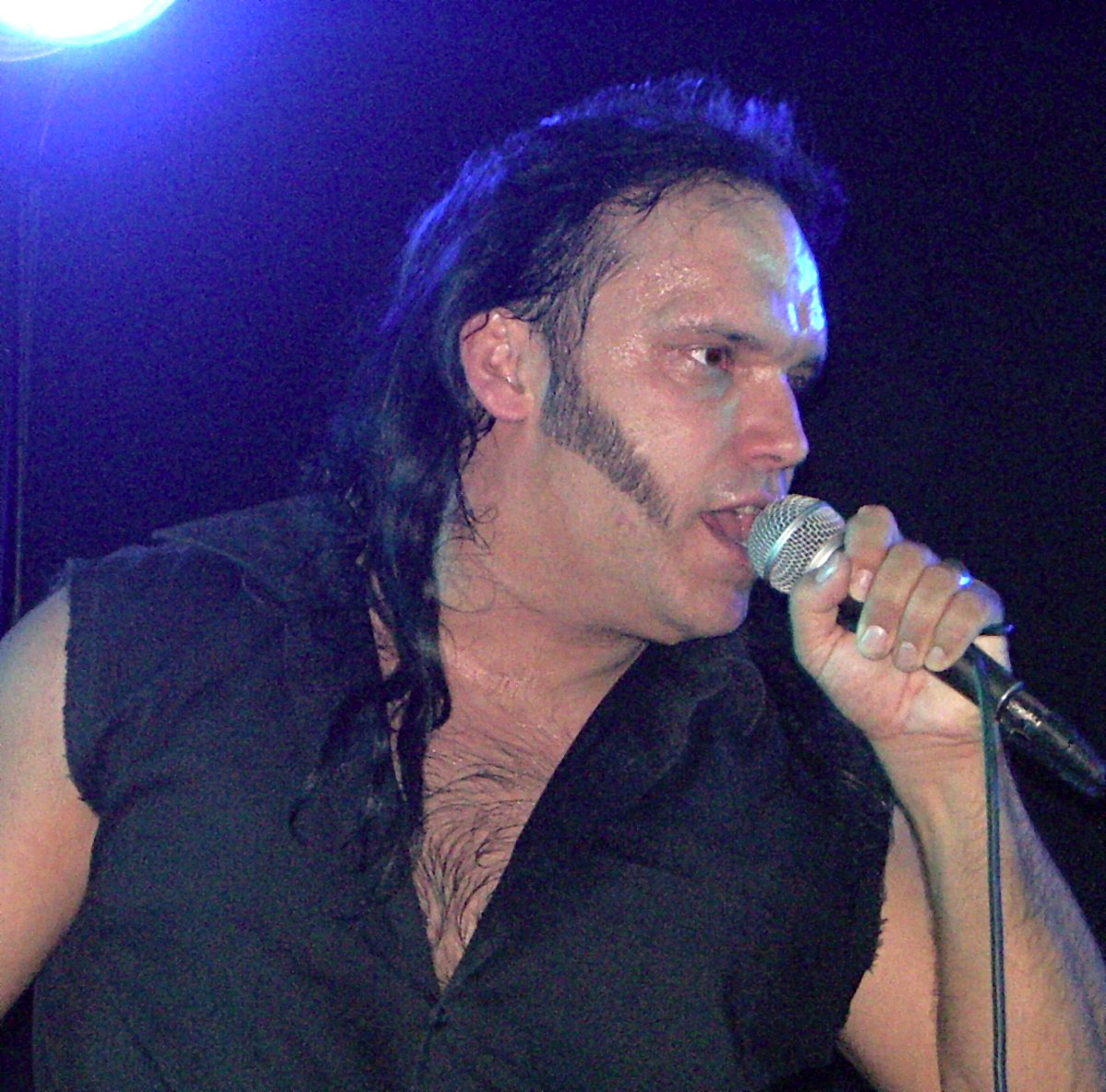
Blaze Bayley

Dickinson svůj odchod oznámil v březnu 1993, se skupinou však ještě odehrál celé turné až do srpna. Titulní skladba z alba Fear of the Dark v roce 1994 získala nominaci na cenu Grammy za „Nejlepší metalový výkon“. Skupina si vyslechla tisíce pásek zaslaných zpěváky mezi nimi byl i Doogie White. Při konkurzu na uvolněné místo se členům nejvíce líbil Blaze Bayley, frontman skupiny Wolfsbane. Hlavně Harrisovi od začátku byl hlavní volbou, protože měl odlišný hlasový styl. Jeho nástup byl oznámen v lednu 1994 a hned ve stejný měsíc zahájili práce na svém novém albu. Nahrávání trvalo s přestávkami více než rok a výsledek s názvem The X Factor spatřil světlo světa v říjnu 1995. Albu se dostala smíšené recenze a oproti předchozím albům působilo spíš jako propadák. Skalní fanoušci kapely si nemohli zvyknout na nového zpěváka, a to ne z důvodu, že by byl Bayley špatný, spíš byl jiný než Dickinson, na kterého byli zvyklí. K albu vyšly dva doprovodné singly – „Man on the Edge“ a „Lord of the Flies“. Album je pozoruhodné svým „temným“ tónem, inspirovaným rozvodem Harrise.         Od září 1995 do září 1996 skupina koncertovala v rámci turné The X Factour opět po celém světě. Skupina podruhé zahrála v Česku; stalo se tak v pražském Průmyslovém paláci. 
Po návratu z turné se skupina opět umlčela z koncertování, namísto toho však zahájila práce na albu Virtual XI, které vyšlo až v březnu 1998. Jedná se o jedno z nejhůře prodávaných alb této kapely i když v evropských žebříčkách se prosadil, tak vedlo jsi hůře než předchozí album. Album dostala negativní recenze přesto, že na něm jsou známé písně „Futureal“ a „The Clansman“. Od dubna do prosince pak následovalo další turné, při kterém se odehrálo třetí vystoupení skupiny v Česku. Tentokrát opět v Praze, nyní však v Malé sportovní hale. Při tomto turné začal zlobit Bayleyův hlas, protože trápila alergie a skladby mimo přirozený rozsah jeho hlasu. Bayley chtěl setlist převážně písní, která pocházela z éry Paula Di'Anna. S tím skupina nesouhlasila a Gers řekl, že to byla částečně chyba kapely, která ho nutila hrát složitější skladby pro jeho hlas. Několik koncertů muselo být dokonce zrušeno a po jeho ukončení byl Bayley ze skupiny vyhozen.

### Smithův a Dickinsonův návrat (1999–2005)
Ihned po odchodu Blaze Bayleyho vznikla myšlenka opět oslovit Bruce Dickinsona. Spolu s ním přišel i Adrian Smith a skupina poprvé doopravdy začala fungovat s třemi kytarami. Od července do října 1999 skupina odehrála kratší turné. Následně celá šestičlenná sestava i s novým producentem Kevinem Shirleyem začala pracovat na novém albu nazvaném Brave New World. Album vyšlo v květnu 2000 a umístilo se na sedmém místě britského žebříčku. V červnu Iron Maiden odstartovali další velké turné, během kterého vystoupili v pražské Paegas aréně. Mimo pražské vystoupení skupina během tohoto turné hrála i na dalším ročníku festivalu Rock in Rio v brazilském Rio de Janeiru. Záznam z tohoto koncertu vyšel jako živé album a DVD Rock in Rio. Na toto vystoupení opět přišlo přes 250 000 fanoušků.

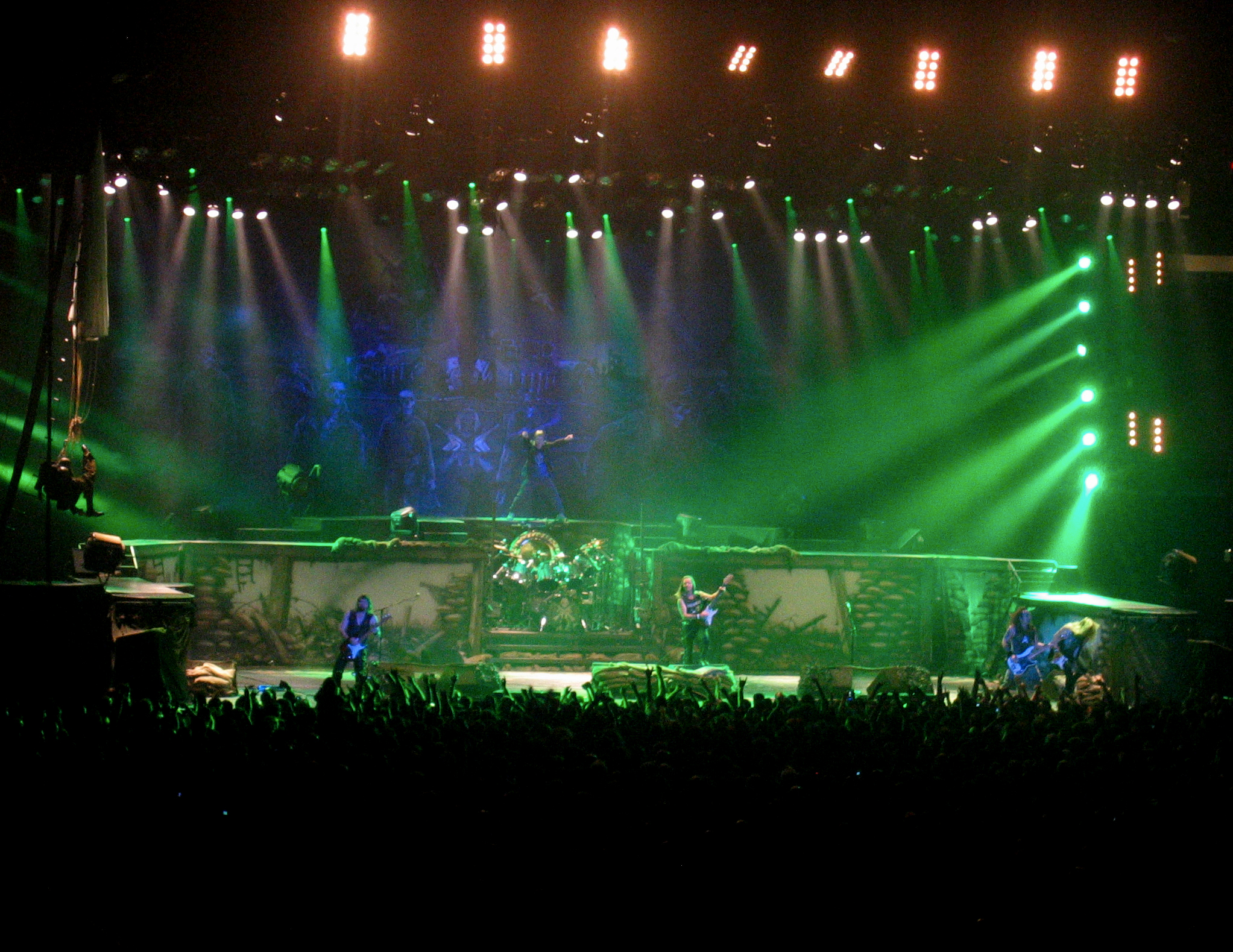
Iron Maiden v roce 2006.

Turné na podporu alba Brave New World skončilo až v březnu 2002 a v tomto roce skupina rovněž získala ocenění Ivor Novello Awards. Následovalo období klidu, hned počátkem roku 2003 ho však skupina přerušila nahráváním alba Dance of Death, které pak vyšlo v září. Dostalo se na druhé místo žebříčku prodejnosti a společně s albem Brave New World bylo vyhlášeno nejlepším metalovým albem roku 2003 (Brave New World roku 2000). Na albu se nachází většinou písně, jejichž délka přesahuje pět minut. Pouze dvě písně jsou kratší, obě dvě vyšly jako singly – „Wildest Dreams“ a „Rainmaker“. Ještě před vydáním alba skupina absolvovala turné Give Me Ed... 'Til I'm Dead Tour. Po jeho vydání pak přibližně stejně dlouhé turné na jeho podporu. Během obou skupina hrála v Česku; ve Zlíně a Praze. Turné skončilo v únoru 2004.
Od května do srpna 2005 se konalo turné Eddie Rips Up the World Tour. Bylo zahájeno v pražské T-Mobile Aréně. Součástí turné bylo i několik vystoupení v rámci putovního festivalu Ozzfest ve Spojených státech. Na něm, během vystoupení v San Bernardinu, došlo k napadení kapely některými fanoušky, kteří na ni házeli nejrůznější předměty. Kvůli tomu kapela zrušila své zbývající koncerty na tomto festivalu. Turné skupina zakončila charitativním vystoupením pro bývalého bubeníka skupiny Clivea Burra, který trpěl roztroušenou sklerózou. V srpnu 2005 vyšlo živé album Death on the Road, na němž je zachycen záznam koncertu v Dortmundu, který byl součástí turné k albu Dance of Death.

### A Matter of Life and Deatha Somewhere Back in Time World Tour (2006–2009)

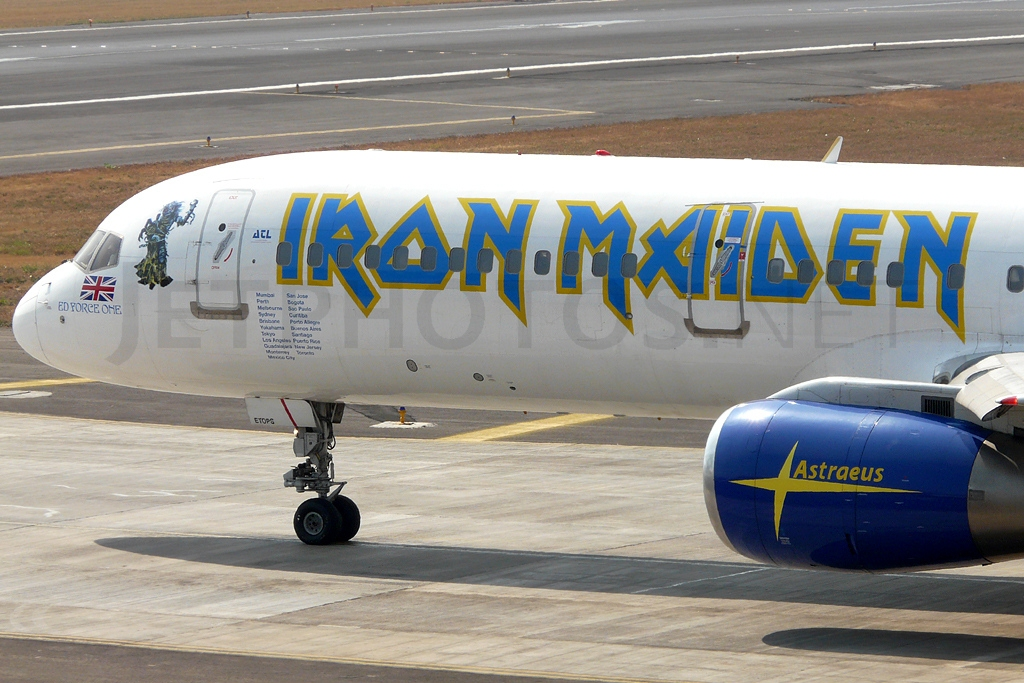
Boeing 757-23A upravený pro turné Somewhere Back in Time World Tour, které probíhalo v letech 2008 a 2009

Od března do dubna 2006 Iron Maiden nahráli své, v pořadí čtrnácté, album nazvané A Matter of Life and Death. Album vyšlo v srpnu a produkce se opět ujali Shirley s Harrisem. Ještě před samotným počinem vyšel první singl „The Reincarnation of Benjamin Breeg“, druhý „Different World“ následoval později. V prosinci roku 2006 nahráli ve studiu Abbey Road živé vystoupení pro pořad Live from Abbey Road. Měsíc před tím Iron Maiden spolu se svým manažerem Rodem Smallwoodem ohlásili, že po 27 letech končí se spoluprací se Sanctuary Music. Založili společnost Phantom Music Management, nicméně nenastaly žádné významné změny. Následovalo turné po Severní Americe a Evropě. Na koncertech nejprve odehráli všech deset skladeb z aktuálního alba v nezměněném pořadí a poté pět klasických skladeb z jiných alb. V rámci tohoto turné skupina 6. června 2007 odehrála svůj druhý koncert v Ostravě. O čtyři dny později se konalo vystoupení na festivalu Download, které bylo natáčeno a vysíláno na internetu. Během koncertu Bruce Dickinson prohlásil, že záznam bude použit pro živé DVD. Dne 24. června 2007 turné skončilo, poslední koncert byl v Londýnské Brixton Academy na pomoc nadaci Cliva Burra.
V únoru 2008 skupina zahájila velké turné Somewhere Back in Time World Tour, které se zaměřovalo na slavné období skupiny v 80. letech, obzvláště na album Powerslave, neboť celkové ladění obsahuje egyptské prvky, podobně jako na albu a tehdejších vystoupeních. Na turné zazněla píseň Rime of the Ancient Mariner, která se naposledy hrála na turné Somewhere on Tour mezi lety 1986-87. Turné začalo v indické Bombaji a také poprvé navštívili Kostariku a Kolumbii. V Česku vystupovala dne 8. srpna 2008 na stadionu Eden v Praze. Se začátkem tohoto turné také souvisí vydání živého dvou-DVD se záznamy Live After Death a Maiden England. Právě při tomto turné vznikl dokumentární film Iron Maiden: Flight 666. Během turné skupina cestovala speciálně upraveným Boeingem 757 zvaným „Ed Force One“, které pilotoval zpěvák skupiny Bruce Dickinson.

### The Final Frontier, Maiden England World Tour aThe Book of Souls(2010–2017)

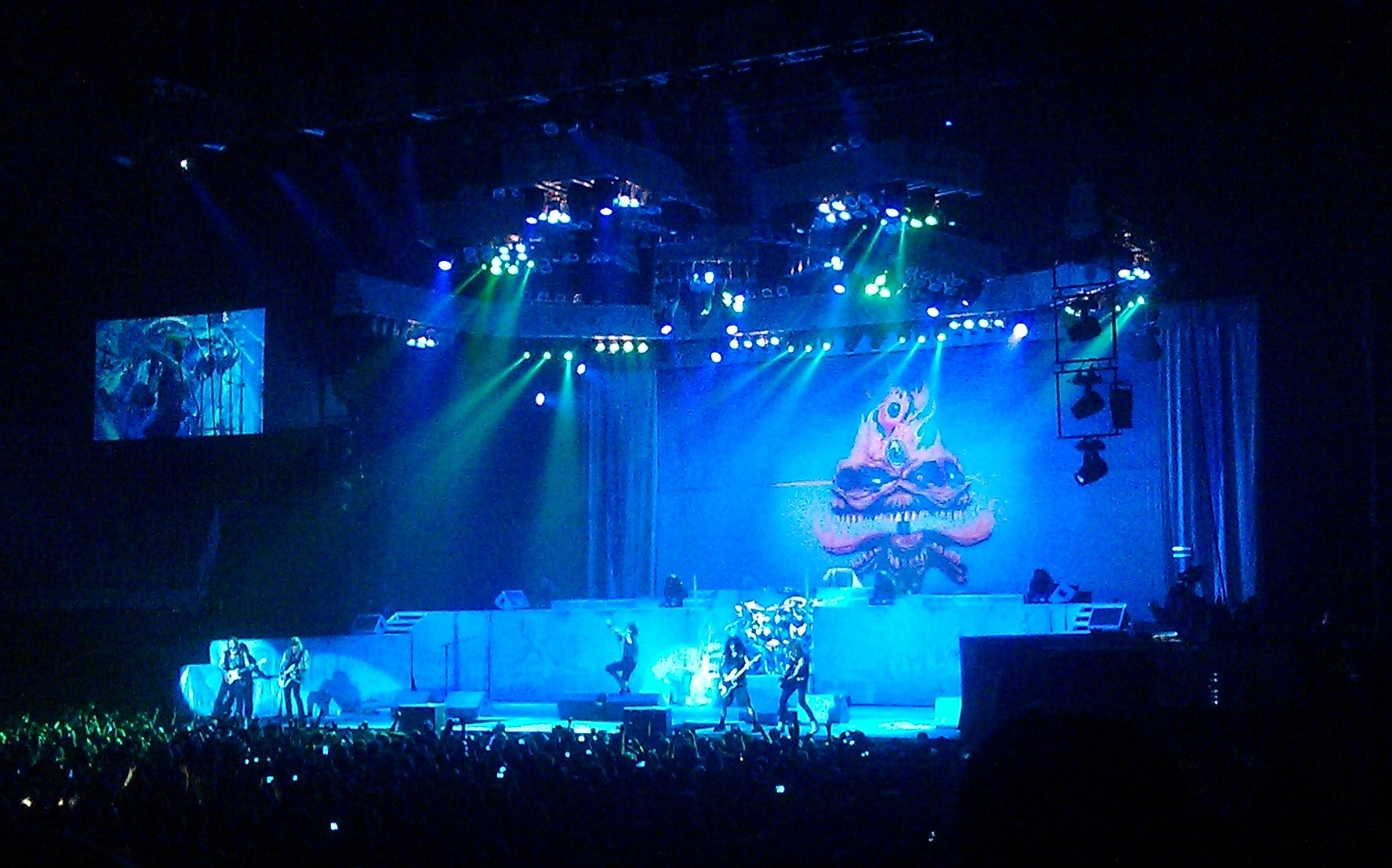
Iron Maiden živě v roce 2013.

Od ledna do března 2010 skupina pracovala na svém patnáctém studiovém albu. Výsledek dostal název The Final Frontier a vyšel v srpnu 2010. Produkce se opět ujali Shirley a Harris. Od června 2010 do srpna 2011 skupina odehrála přibližně sto koncertů v rámci The Final Frontier World Tour. Tentokrát skupina odehrála i několik koncertů v rámci putovního festivalu Sonisphere; jedno se konalo na Výstavišti Praha 11. června 2011. V březnu 2012 vyšel záznam z koncertu nazvaný En Vivo!. V červnu stejného roku se skupina vydala na další světové turné nazvané Maiden England World Tour. Turné pokračovalo do října 2013; jeden koncert z turné odehráli i v Česku, přesněji 29. července 2013 v pražské aréně Eden. V březnu 2013 zemřel bubeník Clive Burr, který se skupinou nahrál první tři alba, ve věku 56 let.
V roce 2012 vydal Smith společně s projektem Primal Rock Rebellion album Awoken Broken a ve stejném roce vydal první sólové album s názvem British Lion i Steve Harris. V červenci 2012 Dickinson v rozhovoru prohlásil, že skupina chystá na rok 2014 nové studiové album. Koncem roku 2014 byla Dickinsonovi diagnostikována rakovina a přestože měla skupina kompletně dokončené studiové album, její členové prohlásili, že s vydáním počkají do doby, než bude frontman zdráv a vyrazí se skupinou na koncertní turné. Album nakonec dostalo název The Book of Souls a vyšlo v září 2015. Nahrávka je nejdelším studiovým albem v historii skupiny. Na album navázalo celosvětové turné The Book of Souls World Tour čítající 117 vystoupení. Kapela při turné létala na zakázku upraveným vlastním letadlem, oproti předchozím turné došlo ke změně typu, tentokrát to byl Boeing 747-400. Z turné vzešlo koncertní album The Book of Souls: Live Chapter, které vyšlo v listopadu 2017.

### Legacy of The Beast World Tour, albumSenjutsua The Future Past Tour (2018–2024)
V květnu 2018 se kapela vydala na turné nazvané Legacy of the Beast World Tour, které trvalo až do října 2019. V listopadu téhož roku ohlásili pokračování turné Legacy of the Beast World Tour v roce 2020 , v rámci kterého měla kapela vystoupit 7. července 2020 v Praze. Koncerty ale byly kvůli pandemii covidu-19 zrušeny a kapela následně vydala prohlášení, že v roce 2021 vyrazí na malé evropské turné.
V prosinci 2019 se začalo spekulovat o novém studiovém albu, když Kevin Shirley, který od alba Brave New World produkoval všechna alba Iron Maiden, prohlásil, že kapela na čemsi pracovala v polovině roku 2019 a prý mu ještě ta nahrávka duní v uších. Dickinson navíc ve videu na konci září 2020 řekl, že píšou nový materiál a byli spolu ve studiu, ale že víc prozradit nemůže.
Dne 15. července 2021 vyšel nový singl s názvem „The Writing On The Wall“, poprvé v historii skupiny s animovaným videoklipem. O 4 dny později, 19. července 2021 skupina oznámila, že jejich nadcházející sedmnácté studiové album Senjutsu vyjde 3. září 2021. Dne 19. srpna 2021 kapela vydala z alba další singl „Stratego“.
V říjnu 2022 skupina oznámila nové turné na rok 2023 s názvem The Future Past Tour, které se bude zaměřovat tematikou alb Somewhere in Time a Senjutsu. Podle Steva Harrise má kapela v plánu hrát nejen písně z alba Senjutsu, ale také písně které nebyly hrány přes 30 let nebo dokonce vůbec z alba Somewhere in Time.

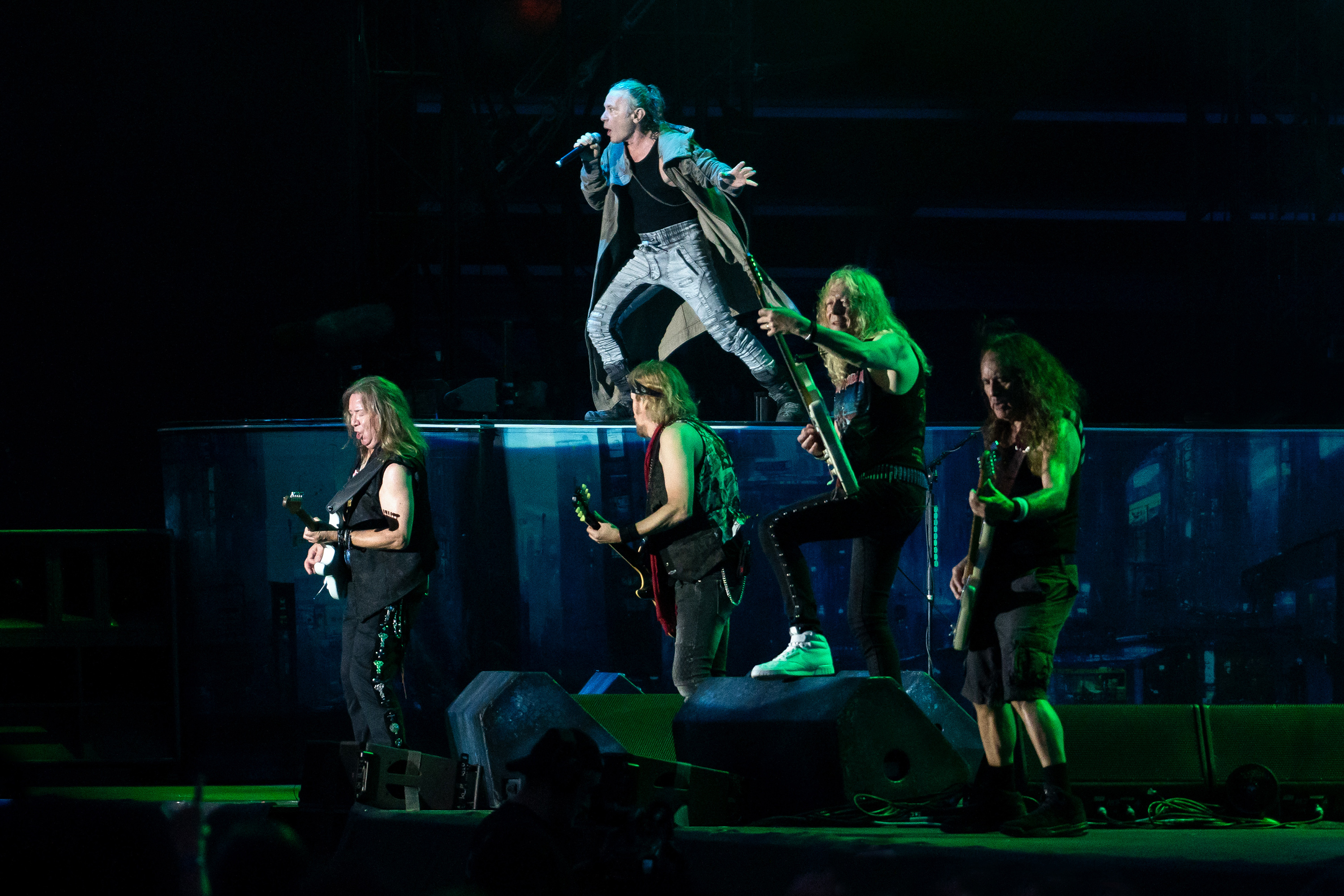
Iron Maiden v roce 2023

7. listopadu 2022 skupina zveřejnila termín koncertu v pražské O2 areně na 30. května 2023 ve které bude poprvé vystupovat, ale o 4 dny později 11. listopadu skupina zveřejnila a přidala ještě druhý termín koncertu v O2 areně kvůli velkému zájmu fanoušků. Iron Maiden tak byla první zahraniční metalovou skupinou, která odehrála dva vyprodané koncerty v pražské O2 areně. Poprvé živě zazněla píseň "Alexander The Great" z alba Somewhere in Time na tomto turné.

### Výroční turné Run for Your Lives Tour a odchod McBraina (2024–současnost)
V červenci 2024 Steve Harris v rozhovoru uvedl, že příští rok na výročním turné skupiny nebudou vystupovat se žádným bývalým členem kapely, protože to není konec Iron Maiden. Také dodal, že na příštím turné mají "eso v rukávu", ale nic víc neprozradí.
V září 2024 skupina oznámila výroční turné na rok 2025 a 2026 s názvem Run for Your Lives World Tour, které se bude zaměřovat tematikou alb od Iron Maiden po Fear of The Dark. Manažer skupiny Rod Smallwood uvedl: "Kapela chystá ještě propracovanější a velkolepější show s mnoha písněmi, které už roky skupina nehrála a některé už možná nikdy nezahraje." Jedná se o páté turné kapely zaměřené na určitou část historie skupiny hned po Eddie Rips Up the World Tour (2005), které se zaměřilo na první čtyři alba kapely. Somewhere Back in Time World Tour (2008–2009), které se převážně zaměřilo na album Powerslave. Maiden England World Tour (2012–2014), které se zaměřilo pouze na album Seventh Son of a Seventh Son a The Future Past Tour (2023–2024), které se zaměřilo pouze na Somewhere in Time.
19. září 2024 skupina zveřejnila termín koncertu v pražské Letišti Letňany na 31. května 2025.
7. prosince 2024 bubeník Nicko McBrain oznámil, že po dokončení The Future Past Tour nebude pokračovat s kapelou v koncertování. Ve skupině bude nadále, ale v jiné roli. Jeho poslední koncert byl ve stejném dni oznámen v São Paulu. Manažer skupiny Rod Smallwood poděkoval McBrainovi za neuvěřitelených 42 let a že bude všem chybět na turné, ale spolupráce bude pokračovat. Také prozradil, že našli náhradníka za McBraina.
8. prosince 2024 Iron Maiden oznámil, že nový bubeník kapely je Simon Dawson, který hraje s Harrisem v British Lion.
V dubnu 2024 Dickinson při rozhovoru prozradil, že s Dawsonem už zkoušeli během severoamerické části The Future Past Tour v Portlandu. Dawson byl během turné jako náhradní bubeník pro případ, že by McBrain z fyzických nebo zdravotních důvodů nemohl vystoupit. Dickinson uvedl: „Upřímně řečeno byl jsem příjemně šokován. Odehráli jsme celý set bez přestávky. Tenhle chlápek s námi nezkoušel... Prošli jsme si celý set The Future Past Tour na kterém jsme tehdy dělali. Všechno to tam bylo. Říkal jsem si: ‚Bože můj, mohli bychom dnes večer odehrát koncert, kdybychom museli. To je neskutečné. Hlavně nechcete Nickova klona. Chcete bubeníka, který hraje materiál, ale hraje tak trochu svým vlastním stylem. A upřímně, když jsem během té zkoušky zavřel oči, bylo to, jako by se do kapely vrátil Clive Burr, protože má ten cit. Má všechny stejné vlivy a všechno.‘“

## Iron Maiden v Česku
- 5. dubna 1993 – Ostravar Aréna – Ostrava (Real Live Tour)
- 22. října 1995 – Průmyslový palác – Praha (X Factour)
- 13. září 1998 – Malá sportovní hala – Praha (Virtual IX World Tour)
- 5. června 2000 – Tipsport arena – Praha (Brave New World Tour)
- 19. června 2003 – Zimní stadion Luďka Čajky - Zlín (Give Me Ed... 'til I'm Dead Tour)
- 22. října 2003 – Tipsport arena – Praha (Dance of Death World Tour)
- 28. května 2005 – Tipsport arena – Praha (Eddie Rips Up The World Tour)
- 6. června 2007 – Stadion Bazaly – Ostrava (A Matter of Life and Death Tour)
- 8. srpna 2008 – Eden Aréna – Praha (Somewhere Back In Time World Tour)
- 11. června 2011 – Malá sportovní hala – Praha (The Final Frontier World Tour)
- 29. července 2013 – Eden Aréna – Praha (Maiden England World Tour)
- 8. června 2014 – Velodrom Brno – Brno (Maiden England World Tour)
- 5. července 2016 – Eden Aréna – Praha (The Book of Souls World Tour)
- 20. června 2018 – Letiště Letňany – Praha (Legacy Of The Beast World Tour - 30 tisíc lidí)
- 20. června 2022 – Eden Aréna – Praha (Legacy Of The Beast World Tour)
- 30. a 31. května 2023 – O2 Aréna – Praha (The Future Past Tour - skoro 40 tisíc lidí)
- 31. května 2025 – Letiště Letňany – Praha (Run for Your Lives World Tour - 60 tisíc lidí)

## Členové

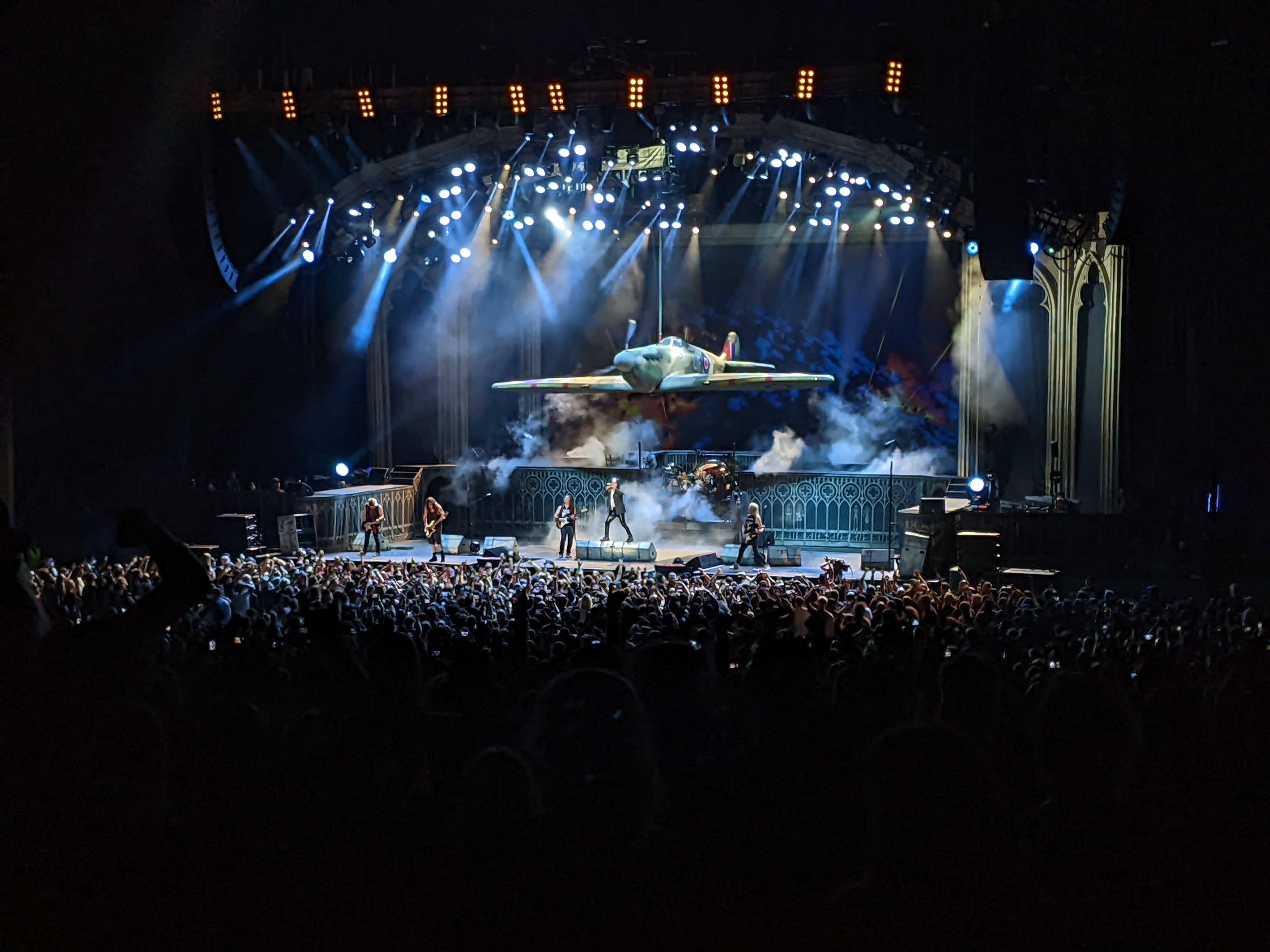
Iron Maiden v roce 2022

##### Současná sestava:
- Bruce Dickinson – zpěv (1981–1993, 1999–dosud),
- Steve Harris – baskytara, doprovodné vokály (1975–dosud)
- Dave Murray – kytara (1976, 1977–dosud)
- Adrian Smith – kytara, doprovodné vokály (1980–1990, 1999–dosud)
- Janick Gers – kytara (1990–dosud)
- Nicko McBrain – bicí (1983–dosud) (od roku 2024 nevystupuje z osobních důvodů)

##### Koncertní hudebníci
- Brent Diamond – klávesy (2023–dosud)
- Simon Dawson – bicí (2024–dosud)

#### Bývalí koncertní hudebníci
- Michael Kenney – klávesy (1988–2022, alba: 1990–1998)

## Diskografie
- Iron Maiden (1980)
- Killers (1981)
- The Number of the Beast (1982)
- Piece of Mind (1983)
- Powerslave (1984)
- Somewhere in Time (1986)

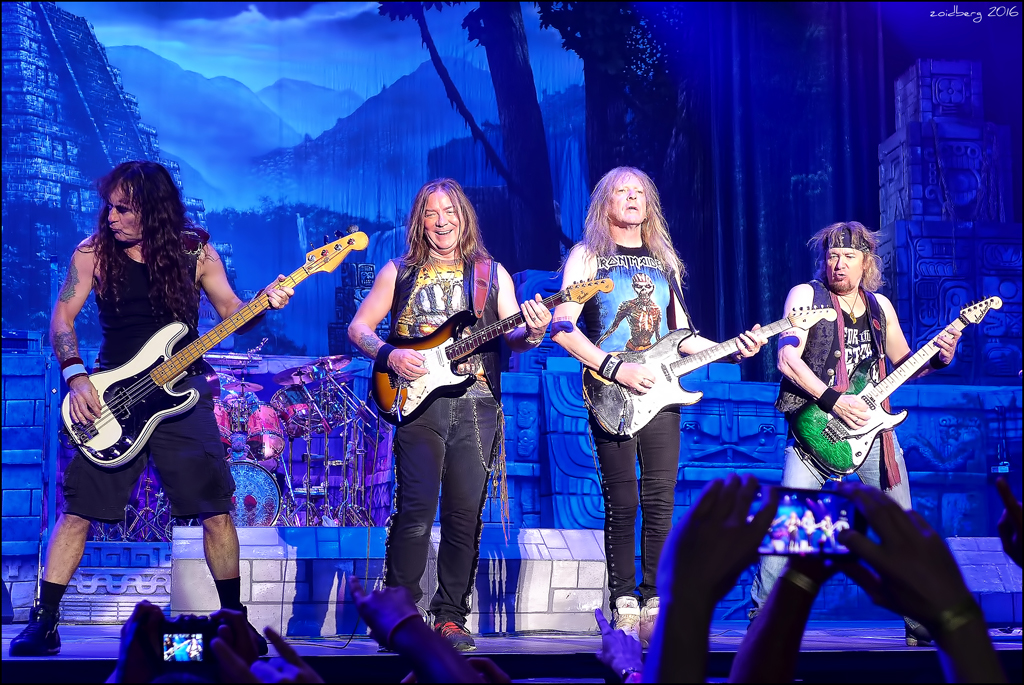
Steve Harris, Dave Murray, Janick Gers a Adrian Smith.

- Seventh Son of a Seventh Son (1988)
- No Prayer for the Dying (1990)
- Fear of the Dark (1992)
- The X Factor (1995)
- Virtual XI (1998)
- Brave New World (2000)
- Dance of Death (2003)
- A Matter of Life and Death (2006)
- The Final Frontier (2010)
- The Book of Souls (2015)
- Senjutsu (2021)